# Mayadin
Mayadin (tiếng Ả Rập: الميادين/ALA-LC: al-Miyādīn) là một thị trấn ở miền đông Syria. Đây là thủ phủ của quận Mayadin, một phần của Tỉnh Deir ez-Zor. Mayadin cách Deir ez-Zor khoảng 44 km về phía đông nam. Sông Euphrates chảy qua thị trấn. Trong cuộc điều tra dân số năm 2004, dân số là 44.028, khiến nó trở thành thị trấn đông dân thứ hai trong khu vực thống trị.

## Lịch sử

### Thời kì cổ đại
Mayadin đã được xác định là Audattha cổ đại được Ptolemy biết đến, mặc dù một số người cho rằng Audattha là nơi Haditha hiện tại nằm ở Iraq.

### Thời kì Trung cổ
Mayadin là người kế thừa của thị trấn thời trung cổ và pháo đài của Rahbat Malik ibn Tawk, được thành lập bởi lãnh chúa Abbasid và tên của thị trấn ban đầu, Malik ibn Tawk. Vị trí chiến lược tại một ngã tư trên bờ phía tây của sông Euphrates và được coi là chìa khóa để Syria từ Iraq, kiểm soát thị trấn đã được đánh giá cao diễn ra giữa các cường quốc Hồi giáo và Bedouin bộ lạc trong khu vực. Nó phát triển để trở thành một trong những thị trấn Hồi giáo lớn của thung lũng Euphrates và là một trung tâm hành chính.
Một trận động đất đã phá hủy Rahbat Malik ibn Tawk vào năm 1157, sau đó nó được nhà cai trị Zengid Nur ad-Din cấp cho Asad ad-Din Shirkuh, chú ruột của Ayyubid sultan tương lai, Saladin. Shirkuh di dời pháo đài khoảng bốn km về phía tây nam của địa điểm ban đầu. Khu định cư mới, được gọi là "al-Rahba al-Jadida",  vẫn là trung tâm quan trọng của vùng Euphrates qua phần lớn thời đại Ayyubid-Mamluk (thế kỷ 12 thế kỷ 15),  và ngày nay là một pháo đài đổ nát được gọi là " Qal'at al-Rahba". Khu định cư ban đầu cuối cùng được gọi là "Mashhad Rahba". Sau này được đặt tại trang web hiện tại của Mayadin.

### Kỷ nguyên hiện đại

Mayadin là trung tâm hành chính của Nahiya Mayadin và Quận Mayadin.

Vào đầu thế kỷ 20, Mayadin là trụ sở hành chính của Asharah kaza (thuộc tiểu khu) của quận Sanjak của quận Zor và có nơi cư trú của qaimmaqam (thống đốc). Trong một báo cáo tình báo của quân đội Anh từ những năm 1900, thị trấn có dân số chủ yếu là người Hồi giáo Sunni và một số ít người theo đạo Thiên chúa. Có một chợ, một số cửa hàng và một nhà thờ Hồi giáo với một tháp nhỏ nghiêng. Theo nhà thám hiểm người Séc Alois Musil, người đã viếng thăm vào năm 1912, Mayadin có một đồn trú gồm mười hai hiến binh, mười cảnh sát và mười người cưỡi ngựa. Có một trường tiểu học của một cậu bé trong thị trấn. Dân số khoảng 2.500 người, bao gồm khoảng bốn trăm gia đình Hồi giáo, mười lăm gia đình Chính thống Syriac (chủ yếu là người tị nạn từ Mardin) và ba gia đình Do Thái, sống trong tổng số 380 ngôi nhà. Vào ngày 19 tháng 6 năm 1947, Pan Am Flight 121, bởi sĩ quan thứ ba Gene Roddenberry (người tiếp tục tạo ra các bộ phim truyền hình <i id="mwQg">Star Trek</i> gốc), cách 4 dặm (6,4 km) từ thị trấn.

#### Nội chiến Syria
Trong cuộc Nội chiến Syria, Quân đội Syria Tự do đã chiếm được thị trấn vào cuối tháng 8 năm 2012 sau khi chiến đấu trong thị trấn. Phần duy nhất vẫn còn trong tay chế độ là căn cứ quân sự Mayadin, một vị trí pháo trên một ngọn đồi nhìn xuống thị trấn, đã bị bắt vào ngày 22 tháng 11. Điều này đã cho phiến quân kiểm soát một phần lớn lãnh thổ ở phía đông căn cứ tới biên giới Iraq. Vào ngày 3 tháng 7 năm 2014, ISIL đã bắt Mayadin và nâng cao tiêu chuẩn đen của họ. Một phong trào kháng chiến ngầm cục bộ của Sunni vừa phải. Các chiến binh Hồi giáo đã tấn công các trạm kiểm soát ISIL trong thành phố vào năm 2015. Điều này buộc ISIL phải đào 15 km (9 mi) vị trí phòng thủ quanh thành phố.
Vào ngày 3 tháng 4 năm 2017, trong cuộc tấn công của SDF để chiếm Raqqa, có thông tin rằng ISIL có thể đang trong quá trình chuyển thủ đô từ thành phố Raqqa sang Mayadin. Điều này diễn ra sau nhiều tháng di dời dần các nguồn lực và các nhà lãnh đạo cấp cao của ISIL từ Raqqa đến Mayadin. Vào ngày 21 tháng 4 năm 2017, Hoa Kỳ tuyên bố rằng họ đã tiến hành một cuộc đột kích trên mặt đất ở Mayadin và giết chết Abdulrakhman Uzbeki, một thủ lĩnh ISIS.
Vào ngày 18 tháng 6 năm 2017, Iran đã tấn công các mục tiêu ISIL ở Mayadin bằng cách sử dụng tên lửa tầm trung mặt đất trong nước.
Đến ngày 10 tháng 10 năm 2017, thị trấn bị bao vây bởi SAA và giao tranh đã bắt đầu ở vùng ngoại ô để chuẩn bị xông vào thị trấn.
Vào ngày 11 tháng 10 năm 2017, Quân đội Syria đã có những tiến bộ to lớn bên trong thị trấn Mayadin và đã kiểm soát khoảng 60% thị trấn.
Vào ngày 14 tháng 10 năm 2017, Quân đội Syria đã chiếm lại thị trấn do đó chấm dứt quy tắc ISIL kéo dài 4 năm đối với nó.
Vào tháng 6 năm 2018, ISIL đã không thành công trong việc chiếm lại thị trấn.

## Khí hậu
Mayadin có khí hậu sa mạc nóng (phân loại khí hậu Köppen BWh). 
| Dữ liệu khí hậu của {{{location}}} | Dữ liệu khí hậu của {{{location}}} | Dữ liệu khí hậu của {{{location}}} | Dữ liệu khí hậu của {{{location}}} | Dữ liệu khí hậu của {{{location}}} | Dữ liệu khí hậu của {{{location}}} | Dữ liệu khí hậu của {{{location}}} | Dữ liệu khí hậu của {{{location}}} | Dữ liệu khí hậu của {{{location}}} | Dữ liệu khí hậu của {{{location}}} | Dữ liệu khí hậu của {{{location}}} | Dữ liệu khí hậu của {{{location}}} | Dữ liệu khí hậu của {{{location}}} | Dữ liệu khí hậu của {{{location}}} |
| Tháng                              | 1                                  | 2                                  | 3                                  | 4                                  | 5                                  | 6                                  | 7                                  | 8                                  | 9                                  | 10                                 | 11                                 | 12                                 | Năm                                |
| ---------------------------------- | ---------------------------------- | ---------------------------------- | ---------------------------------- | ---------------------------------- | ---------------------------------- | ---------------------------------- | ---------------------------------- | ---------------------------------- | ---------------------------------- | ---------------------------------- | ---------------------------------- | ---------------------------------- | ---------------------------------- |
| [ cần dẫn nguồn ]                  |                                    |                                    |                                    |                                    |                                    |                                    |                                    |                                    |                                    |                                    |                                    |                                    |                                    |